# Eupelops occultus
Eupelops occultus är en kvalsterart som först beskrevs av Koch 1835.  Eupelops occultus ingår i släktet Eupelops och familjen Phenopelopidae. Inga underarter finns listade i Catalogue of Life.